# Železniční most u Bavorovic
Železniční most u Bavorovic přes Vltavu se nachází na 219,826 km železniční trati České Velenice – Plzeň. Je chráněn jako kulturní památka České republiky.

## Historie
Most u Bavorovic byl otevřen v roce 1965 v souvislosti s odkloněním železniční trati z Českých Budějovic do Plzně v počátečním úseku až ke Kněžským Dvorům na pražskou trať. Původně plzeňská trať vedla přes zastávku Staré město na Pražské silnici, přes most severně od Voříškova Dvoru, dále k zastávce Čtyři Dvory, která byla poblíž lokality U Hvízdala, a pokračovala k Vrbenským rybníkům. Tento úsek byl v roce 1965 zrušen, koleje a pražce vytrhány (zůstaly jen kamenné mosty z roku 1916, v letech 1972 až 1974 byl na bývalém železničním tělese mezi rybníky postaven parovod z Mydlovar), most u Voříšků byl v roce 1968 odstraněn jako nepotřebný, odstraněn byl i strážní domek u mostu na pravém břehu Vltavy, zanikly i objekty železničních zastávek.

## Popis
Most je ocelový, jednoobloukový s dolní mostovkou a rovnými bočními poli.